# Louis Bon de Montaut
 (avril 2019).
Si vous disposez d'ouvrages ou d'articles de référence ou si vous connaissez des sites web de qualité traitant du thème abordé ici, merci de compléter l'article en donnant les références utiles à sa vérifiabilité et en les liant à la section « Notes et références ».
Louis Marie Bon Montaut dit Maribon de Montaut ou Maribon-Montaut, né le 22 octobre 1757 à Montréal, mort le 27 mai 1842 à Montaut, est un homme politique de la Révolution française.

## Biographie
Après avoir donné sa démission du corps des Mousquetaires en 1789, Louis de Montaut adopte les positions révolutionnaires alors que tous les autres membres de sa famille restent fidèles à la monarchie.

### Mandat à la Législative
La France devient une monarchie constitutionnelle en application de la constitution du 3 septembre 1791. 
En septembre 1791, Louis Maribon-Montaut, alors administrateur du district de Condom et lieutenant-colonel de la garde nationale, est élu député du Gers, le septième sur neuf, à l'Assemblée nationale législative. 
Il siège sur les bancs de la gauche de l'assemblée. En février 1792, il vote en faveur de la mise en accusation du ministre de la Marine, Bertrand de Molleville. En avril, il vote pour que les soldats du régiment de Châteauvieux, qui s'étaient mutinés lors de l'affaire de Nancy, soient admis aux honneurs de la séance. En août, il vote en faveur de la mise en accusation du marquis de La Fayette. 
Parallèlement à son mandat, il fréquente le club des Jacobins dont il est secrétaire en juin 1792. 

### Mandat à la Convention
La monarchie prend fin à l'issue de la journée du 10 août 1792 : les bataillons de fédérés bretons et marseillais et les insurgés des faubourgs de Paris prennent le palais des Tuileries. Louis XVI est suspendu et incarcéré avec sa famille à la tour du Temple. 
En septembre 1792, Louis Maribon-Montaut est réélu député du Gers, le deuxième sur neuf, à la Convention nationale. 
Il siège sur les bancs de la Montagne. Lors du procès de Louis XVI, il vote la mort et rejette l'appel au peuple et le sursis à l'exécution. En avril 1793, il est absent lors du scrutin sur la mise en accusation de Jean-Paul Marat. En mai, il est absent lors du scrutin sur le rétablissement de la Commission des Douze. 
En mars 1793, Louis Maribon-Montaut est envoyé en mission, aux côtés de François Chabot, dans la section de Molière et La Fontaine (section de Brutus). En avril 1793, il est envoyé en mission, aux côtés d'Antoine Levasseur, d’Étienne-Christophe Maignet et de Pierre de Soubrany auprès de l'armée de la Moselle. 
En octobre 1793, il soutient la proposition de Jean-Pierre-André Amar de décréter d'arrestation les soixante-treize députés qui ont signé une protestation contre les journées du 31 mai et du 2 juin. Il demande leur incarcération dans une maison d'arrêt et non une assignation à domicile. 
Lors de la fête de l'Être suprême, d'après les mémoires de l'ancien conventionnel Marc Antoine Baudot, Maribon-Montaut manifeste de l'hostilité à Maximilien de Robespierre. 
Après la chute de Robespierre, Maribon-Montaut siège parmi les « derniers Montagnards » d'après l'historienne Françoise Brunel. Lors de l'insurrection du 12 germinal an III (1er avril 1795), les anciens membres du Comité de Salut public, Bertrand Barère, Jacques-Nicolas Billaud-Varenne, Jean-Marie Collot-d'Herbois. Maribon-Montaut signe la demande d'appel nominal. Il est décrété d'arrestation le 29 germinal (18 avril) puis décrété d'accusation le 2 prairial (21 mai), mais bénéficie de l'amnistie votée lors de la clôture de la Convention. 

### Proscription
Régicide, Maribon-Montaut tombe sous le coup de la loi du 12 janvier 1816 qui le contraint à l'exil en Suisse. Rentré en France à l'occasion de la Révolution de 1830, il meurt en son château de Montaut en 1842. Il était, comme les autres conventionnels du Gers Barbeau du Barran, Perez du Gief et Jean Moysset et la plupart des administrateurs du département, franc-maçon.